# شربين (مركز)
مركز شربين مركز إداري مصري. يقع في محافظة الدقهلية الواقعة في جمهورية مصر العربية. القاعدة الإدارية للمركز هي مدينة شربين.

## التاريخ

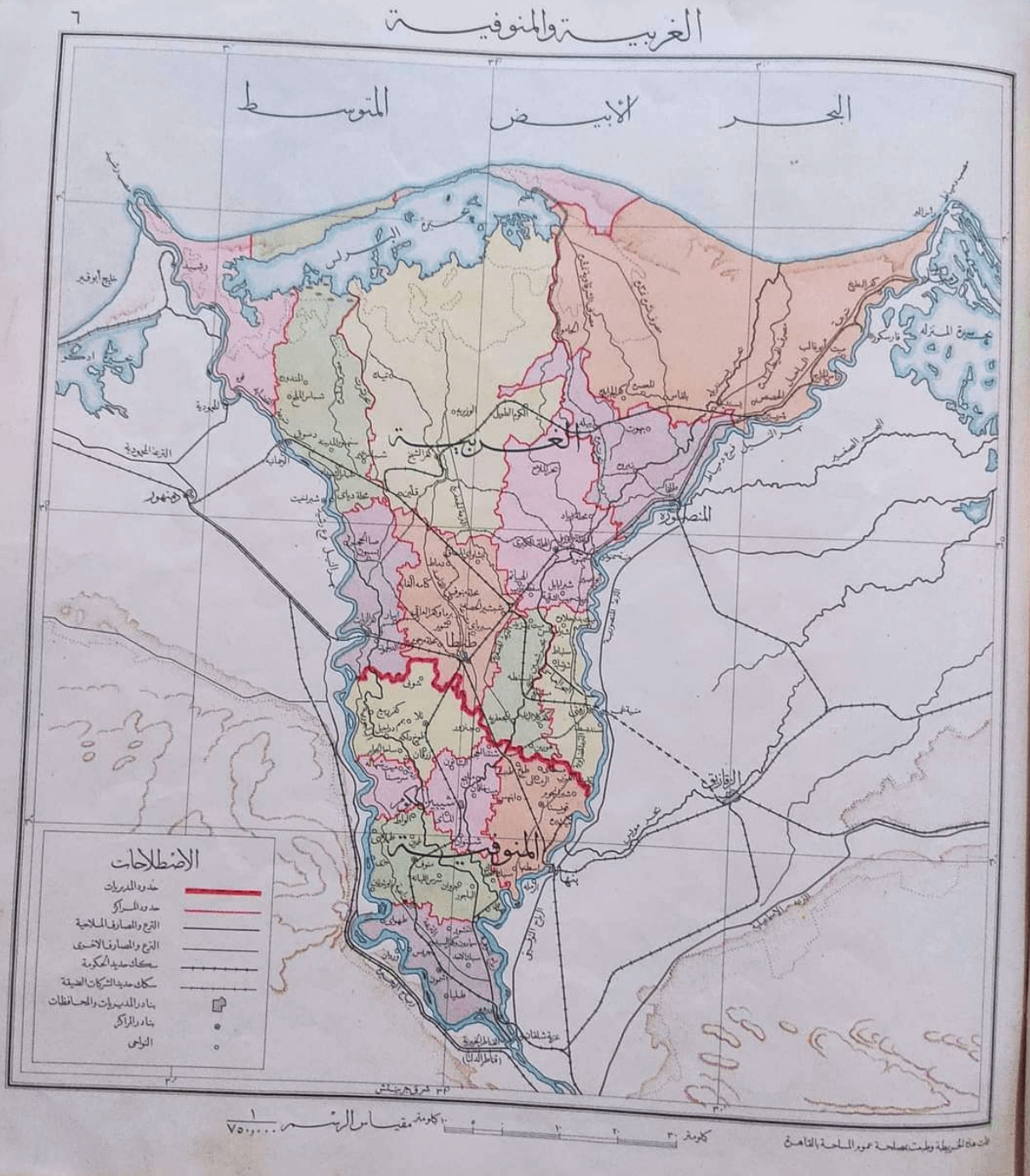
خريطة تظهر المركز باللون البرتقالي في عام 1914

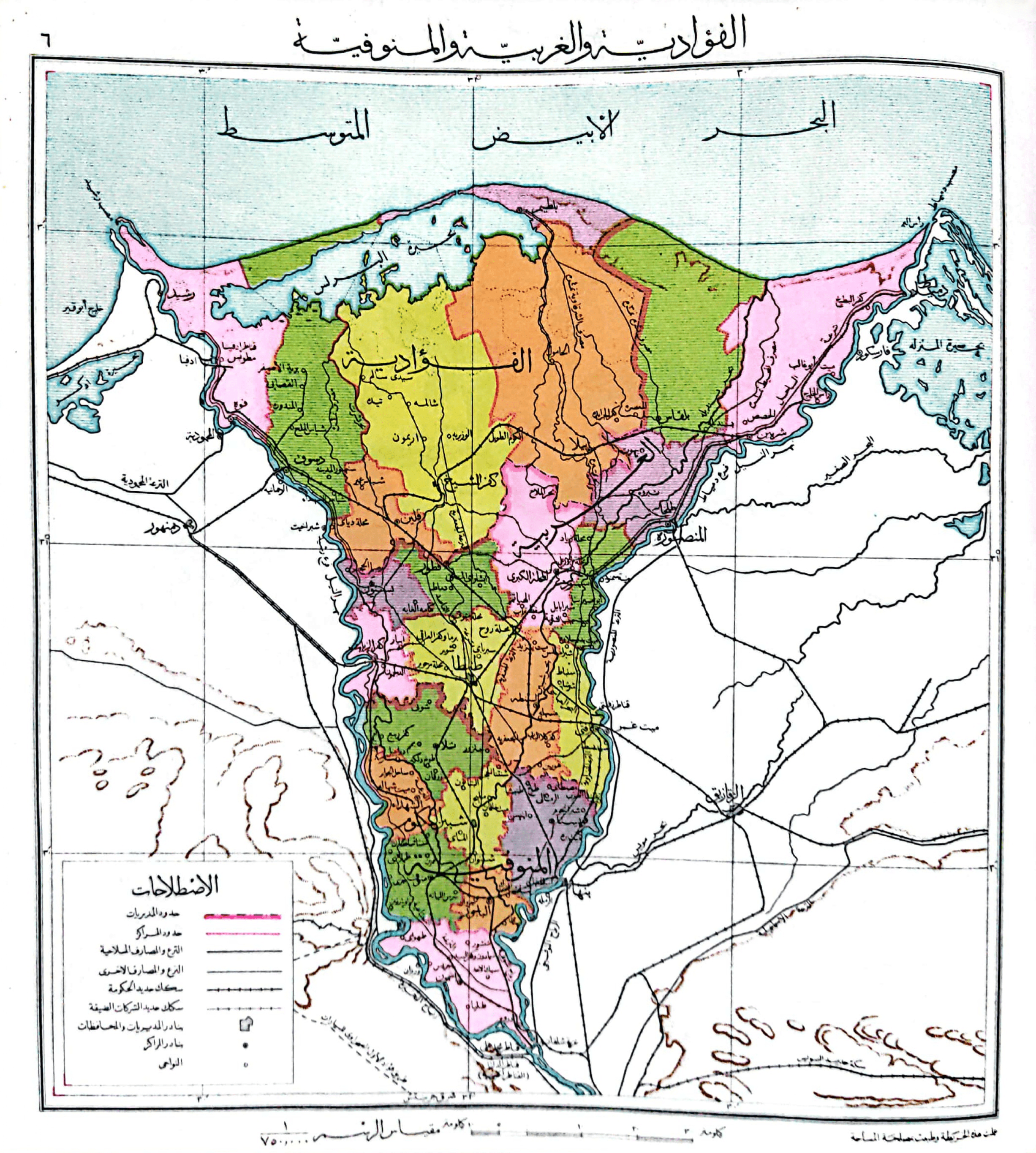
خريطة للمركز باللون الزهري في عام 1951

أنشئ قسم بلاد الأرز شرقًا في سنة 1826 وجعل مقره مدينة شربين لأنها أكبر بلاده، وسمي القسم باسم مركز في سنة 1871 ثم أصبح اسمه مركز شربين في سنة 1875. نقل ديوان القسم إلى بلقاس في عام 1892 وأعيد تسميته بمركز بلقاس في 22 فبراير سنة 1896، لكن صدر قرار في العام التالي بنقل المركز إلى شربين وتسميته مركز شربين.
أعيد إنشاء مركز بلقاس من 22 بلدة من بلاد مركز شربين في سنة 1943، نقلت إدارة المركز من مديرية الغربية إلى مديرية الدقهلية في عام 1955.

## السكان
بلغ عدد سكان المركز 462,326 نسمة في تقدير يوليو 2024 أغلبهم ريفيون (باستثناء سكان مدينة شربين 77,694 نسمة)، عدد الرجال منهم 233,532 والنساء 228,794 نسمة.
| السنة | عدد السكان | السنة | عدد السكان |
| ----- | ---------- | ----- | ---------- |
| 1882  | 34,746     | 1976  | 191,520    |
| 1897  | 49,597     | 1986  | 232,472    |
| 1907  | 61,526     | 1996  | 286,456    |
| 1917  | 72,557     | 2006  | 339,345    |
| 1927  | 90,922     | 2017  | 426,653    |
| 1947  | 141,551    | 2024  | 462,326    |
| 1960  | 139,662    | —     | —          |